# Golfo di Hamsilos
Il golfo di Hamsilos o baia di Hamsilos è un golfo del Mar Nero in Turchia, nella provincia di Sinope.

## Geografia
Il golfo si trova ad ovest di Sinope e a est del fato di  İnceburun. L'autostrada dista 11 km da Sinope.
L'ampiezza della baia, rivolta a est, è di circa 250 metri.

## Il fiordo
Il golfo di Hamsilos è popolarmente detto «l'unico fiordo della Turchia». Tuttavia non esistono fiordi in Turchia e Hamsilos è solo un'insenatura di forma particolare.
Su una mappa esso assomiglia alla testa di un elefante.  Ha fama di essere un bel posto per l'incontro tra bosco e mare. Nel passato era un porto naturale per i velieri.

## Parco naturale
Hamsilos, come il vicino Akliman, è stato dichiarato parco naturale nel 2007.  La sua superficie è di circa 68 ha. Vi sono tuttavia problemi riguardo al parco a causa del progetto della centrale nucleare di Sinope a sud del golfo di Hamsilos.